# Jutta Sika
Pour les articles homonymes, voir Sika.
Jutta Sika née le 17 septembre 1877 à Linz et morte le 2 janvier 1964 à Vienne, est une graphiste, artiste et créatrice de mode autrichienne.

## Biographie

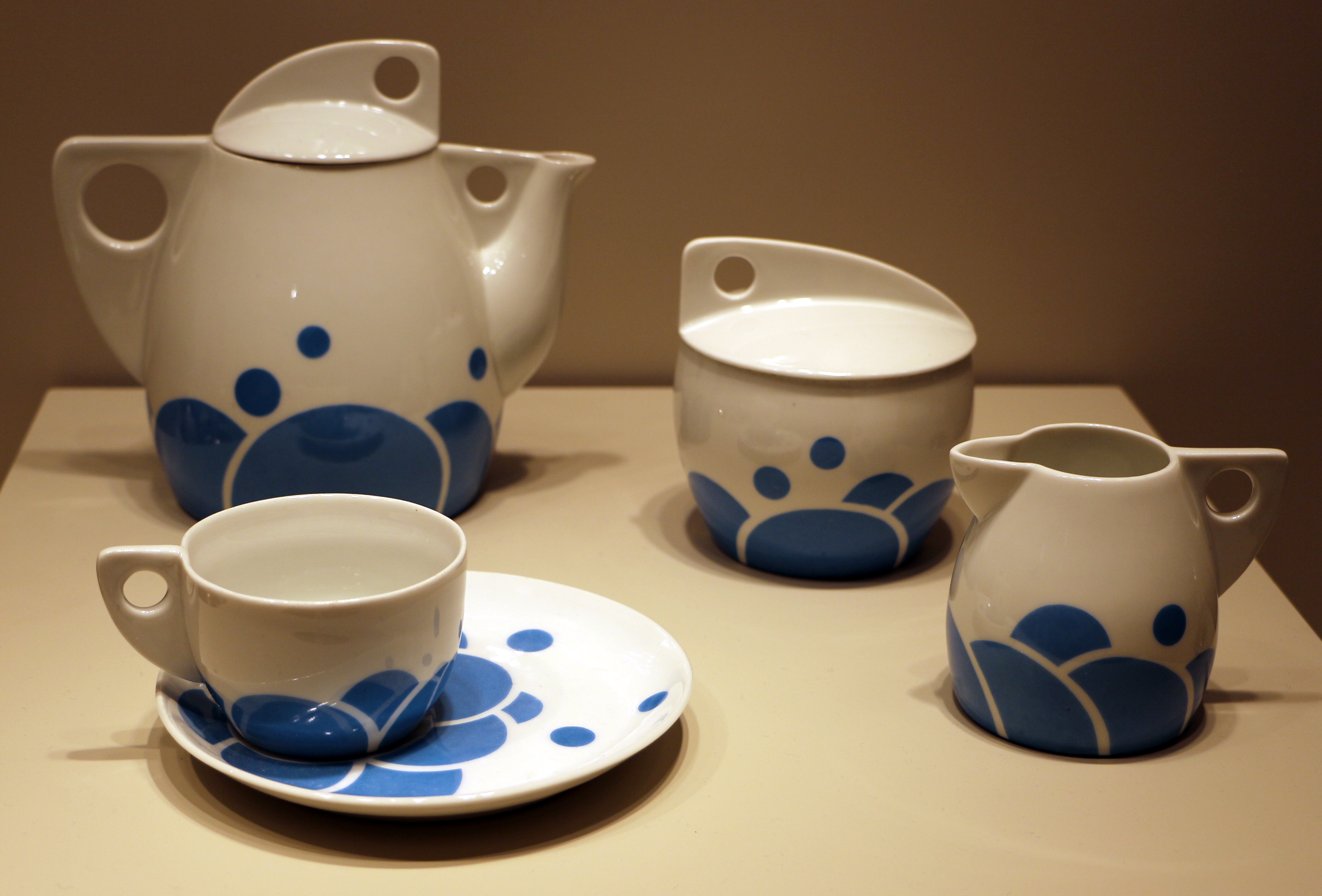
Service à thé et café créé par Jutta Sika vers 1901-1902.

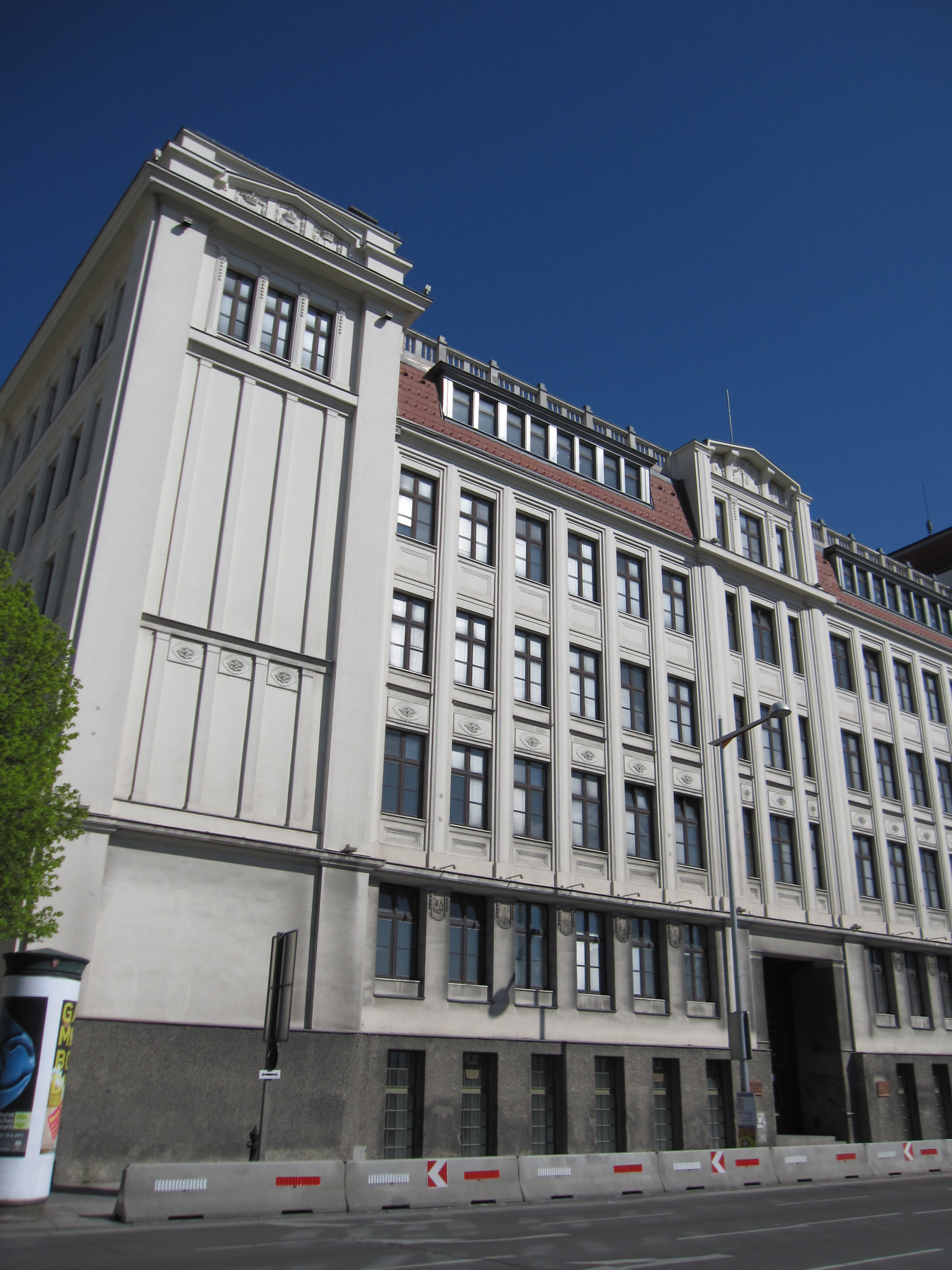
École des arts et métiers de Vienne où Jutta Sika enseigne de 1911 à 1933.

Jutta Sika est l'un des membres fondateurs du Wiener Kunst im Hause, un groupe formé en 1901 et composé d'anciens étudiants de l’école d'arts appliqués de Vienne. Le groupe se rebaptise ensuite Wiener Werkstätte ( « Atelier viennois ») et s’oriente vers le Gesamtkunstwerk, un concept esthétique qui combine œuvre d'art totale et conception unifiée pour les intérieurs. Jutta Sika est également une céramiste et un verrier qualifié, travaillant pour des fabricants réputés. Plus tard, elle se lance dans le stylisme de mode féminine pour plusieurs entreprises, créant des accessoires et des motifs de broderie pour des marques de mode autrichiennes telles que Schwestern Flöge et Wiener Stickerei. Elle travaille ensuite en tant que graphiste pour une entreprise de décoration d'arbres de Noël, d'emballages de thé et de cartes postales. En 1920, elle commence à se consacrer à la peinture lorsqu'elle développe un intérêt pour la création de sujets floraux. Elle travaille également comme enseignante, devenant professeur d'une classe de dessin à l’École des arts et métiers de Vienne de 1911 à 1933. Pendant la Seconde Guerre mondiale, elle enseigner dans une école secondaire pour filles.